# حسین تهامی
سید حسین تهامی (۱۳۲۱ در تهران – ۲۹ بهمن ۱۳۸۵ در تهران) کشتی‌گیر تیم ملی ایران در دههٔ ۱۹۶۰ بود. حسین تهامی، نفر سوم کشتی جهان در مسابقات ۱۹۶۶ تولیدو آمریکا بود و علاوه بر آن، مدال نقره بازی‌های آسیایی ۱۹۶۶ در بانکوک را نیز از آن خود کرده بود.
در دبیرستان پهلوی (قیام جدید) به تحصیل پرداخت و در زورخانهٔ شهباز زیر نظر مرتضی عزیزی و رحمت‌الله غفوریان تمرینات کشتی را آغاز کرد. سپس به باشگاه‌های خاور، دارایی و اقبال راه یافت. در سال ۱۳۴۴ مدال نقره مسابقات جام آریامهر را کسب کرد و در سال بعد به همراه تیم ملی در مسابقات جهانی تولیدو و آسیایی بانکوک مدال‌های برنز و نقره کسب کرد. شعار مشهور متعلق به وی توسط طرفدارانش این بود: ای آسمان آبی، این است حسین تهامی ….
در سال ۱۳۴۷، در جریان مسابقات کشتی در تفلیس شوروی، از دور مسابقات محروم شد. پس از اتمام محرومیت در مسابقات سال ۱۳۴۸ مدال نقره و در سال بعد مدال طلای مسابقات قهرمانی کشور را اخذ کرد، اما به تیم ملی دعوت نشد و از این رو از کشتی کناره‌گیری کرد.
او به تهیه‌کنندگی چند فیلم ازجمله غلام زنگی و… روی آورد.
در زمان ریاست فدراسیون محمدرضا طالقانی مربی‌گری تیم ملی را بر عهده گرفت. در ۶۱ سالگی به مسابقات پیش‌کسوتان جهان در اوکراین مدال نقره کسب کرد.
وی در ۲۹ بهمن ۱۳۸۵ دارفانی را وداع گفت و در قطعه نام‌آوران به خاک سپرده شد.

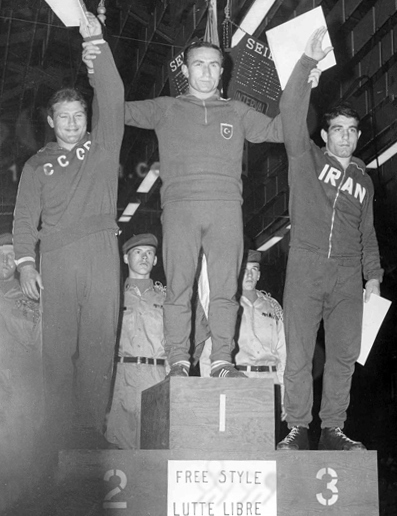
تهامی (سمت راست) بر روی سکوی مسابقات جهانی ۱۹۶۶